# Mokra (Silésie)
Pour les articles homonymes, voir Mokra.
Mokra est un village de la gmina de Miedźno dans le powiat de Kłobuck, en Voïvodie de Silésie, en Pologne.
Le 1er septembre 1939 y a eu lieu la bataille de Mokra, l'une des premières batailles et l'une des seules victoires polonaises de la campagne de Pologne au cours de la Seconde Guerre mondiale.